# Máximo Tajes
Máximo Tajes (Canelones, 23 de novembro de 1852 - Montevidéu, 21 de novembro de 1912) foi um militar e político uruguaio e o décimo quinto Presidente do Uruguai entre 1886 e 1890 e Membro do Partido Colorado, tornou-se presidente após a deposição do ditador Máximo Santos, antes de ser presidente tinha sido Ministro da Defesa de seu antecessor, foi também Chefe militar e político do Departamento de Durazno, Comandante do 5º Batalhão de Cazadores e Capitão do exército ele tinha ingressado para o exército em 1868 aos dezesseis anos, e teve uma carreira militar bem sucedida, após tornar-se Presidente ele deu início ao processo de redemocratização do país, após quinze anos de governos militaristas (1875 - 1890) iniciados com a chegada de Lorenzo Latorre ao poder por meio de um golpe de Estado, durante aquele período de redemocratização houve também uma pacificação dos conflitos entre colorados, blancos e militares, também naquela época o Uruguai passou por uma grande Prosperidade econômica conhecida como Época de Reus, em homenagem ao empresário Emilio Reus, também nessa época foi criado o Banco Nacional, mas a partir de 1890 essa época de prosperidade econômica acabou devido à Crise do Encilhamento que estava acontecendo no Brasil, também tinha cessado a paz entre colorados e blancos. Em março de 1890 ele terminou o mandato entregando o cargo para Julio Herrera y Obes que foi o primeiro civil a chegar ao cargo em 15 anos de governos militaristas, faleceu em Montevidéu em 21 de novembro de 1912, dois dias antes de seu sexagésimo aniversário.